# Rynek Solny w Nysie

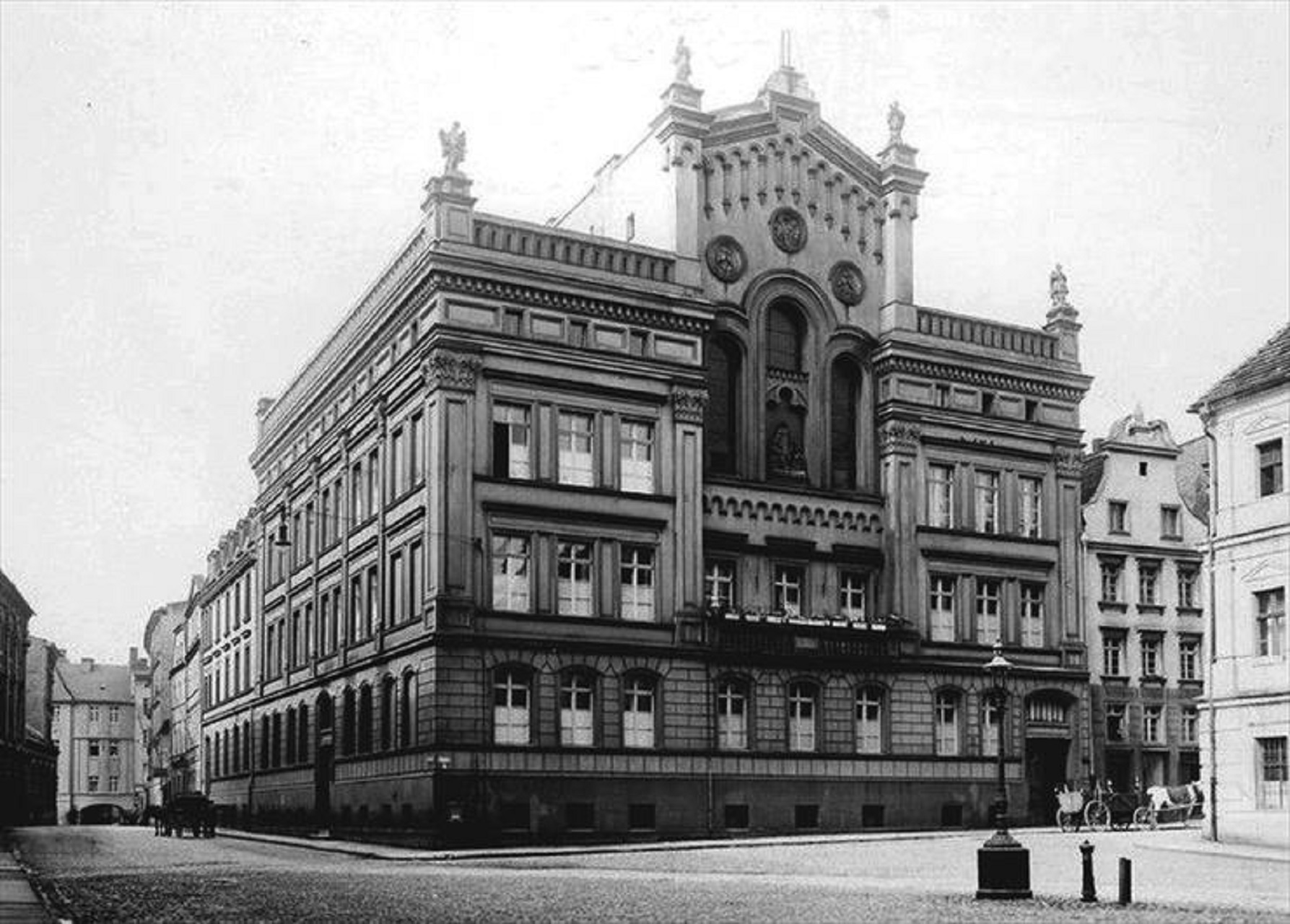
Dom macierzysty Zgromadzenia Sióstr św. Elżbiety, widziany z Rynku Solnego (1919).

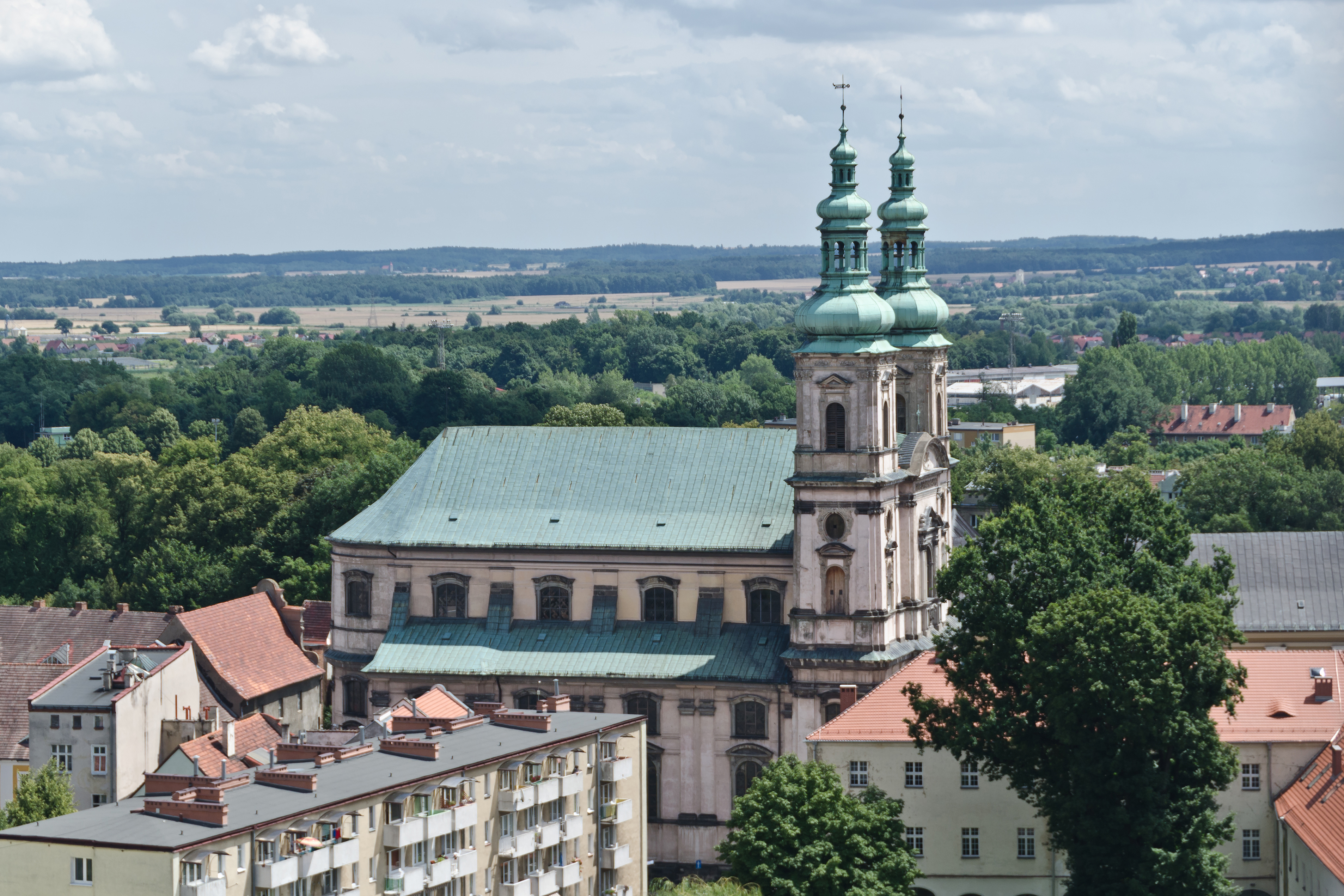
Kościół Wniebowzięcia Najświętszej Marii Panny w Nysie

Rynek Solny to średniowieczny plac targowy o kształcie prostokąta urządzony w stylu jezuickim. Obecnie plac ten wygląda jak za czasów świetności – część jego zabudowy została zniszczona w czasie II wojny światowej; odbudowana prezentuje wygląd dawnej Nysy. W ostatnich latach renowację fasady przeszły trzy zrekonstruowane kamienice, dom Zgromadzenia Sióstr św. Elżbiety oraz budynek Liceum Ogólnokształcącego „Carolinum” im. Jana III Sobieskiego.
Z rynku wychodzą ulice:
- Kramarska
- Tkacka
- Grodzka
- Jana Sobieskiego

## Zabytki
Na Rynku Solnym znajdują się składające się na zespół jezuicki:
- Kościół Wniebowzięcia Najświętszej Marii Panny w Nysie
- budynek dawnego Seminarium św. Anny, obecnie Państwowa Szkoła Muzyczna
- budynek dawnego kolegium jezuickiego, obecnie Liceum Ogólnokształcące „Carolinum” im. Jana III Sobieskiego

Pozostałe:
- dom macierzysty Zgromadzenia Sióstr św. Elżbiety
- zespół kamienic przy ul. Kramarskiej (częściowo na Rynku Solnym)